# 正法寺 (八幡市)
正法寺（しょうぼうじ）は、京都府八幡市八幡字清水井にある浄土宗の寺院。山号は徳迎山。本尊は阿弥陀三尊。

## 歴史

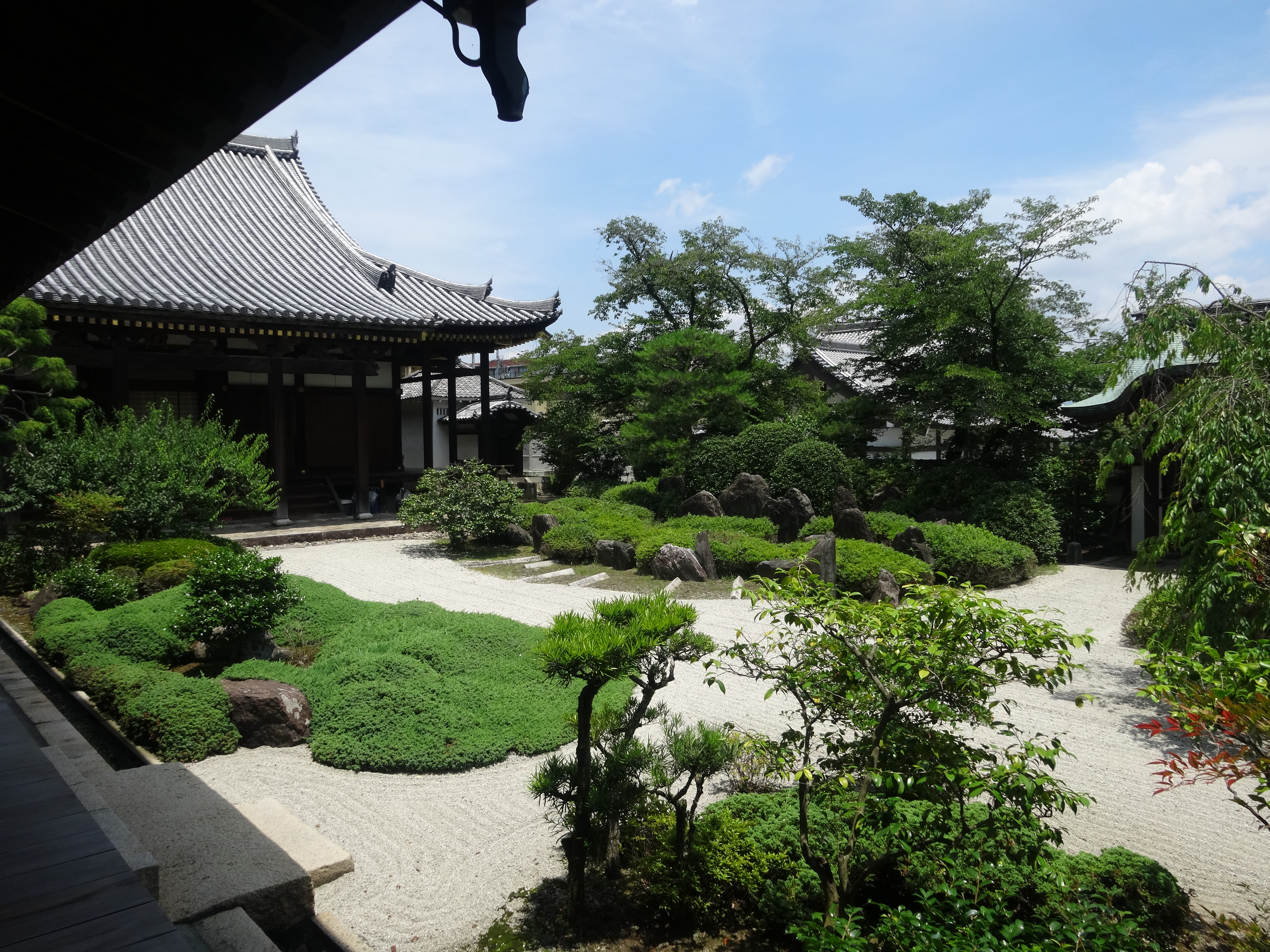
正法寺 (八幡市) 庭園と本堂

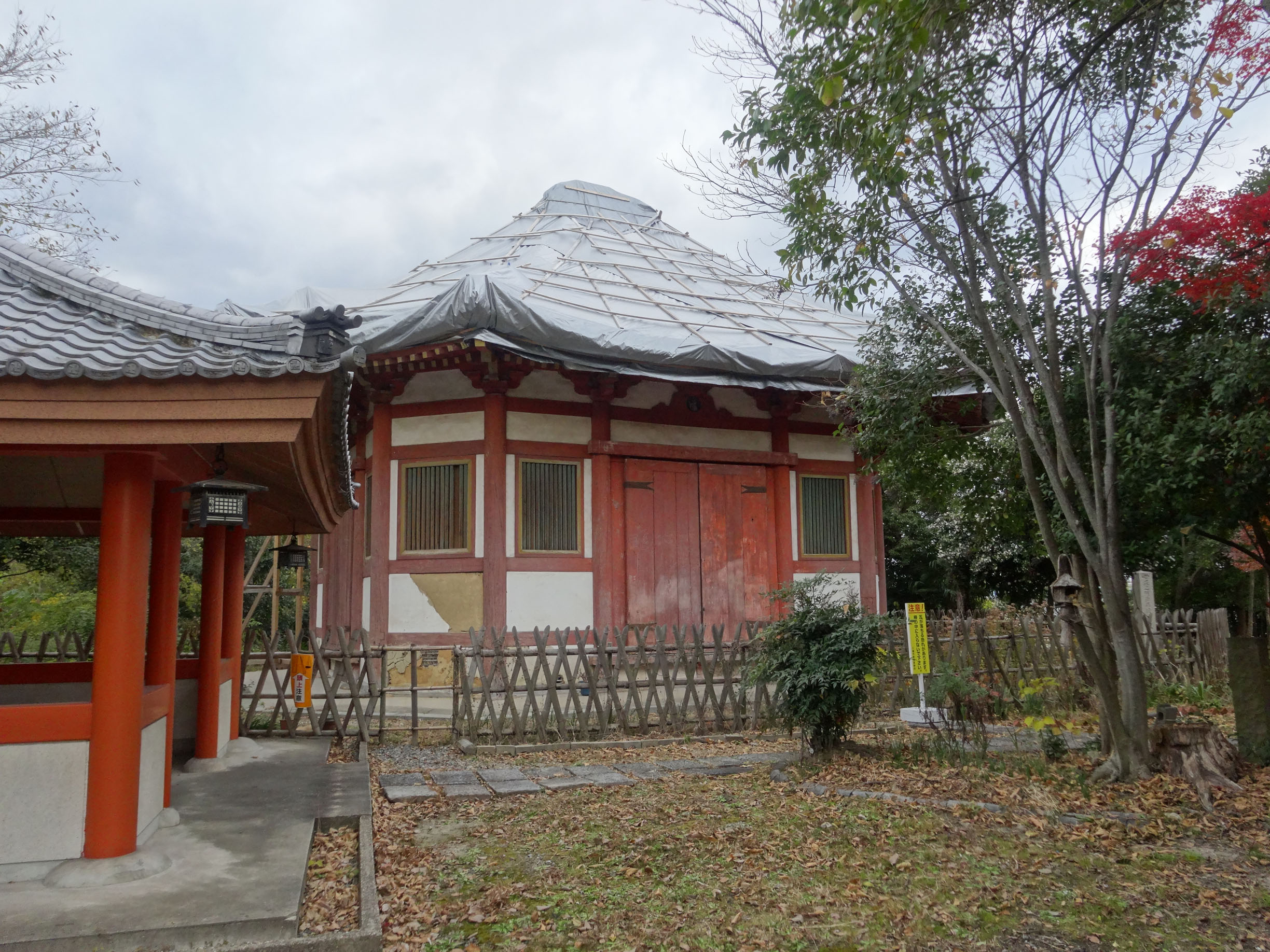
修復前の八角堂（2013年撮影）
瓦が崩落するなど損傷が激しい。

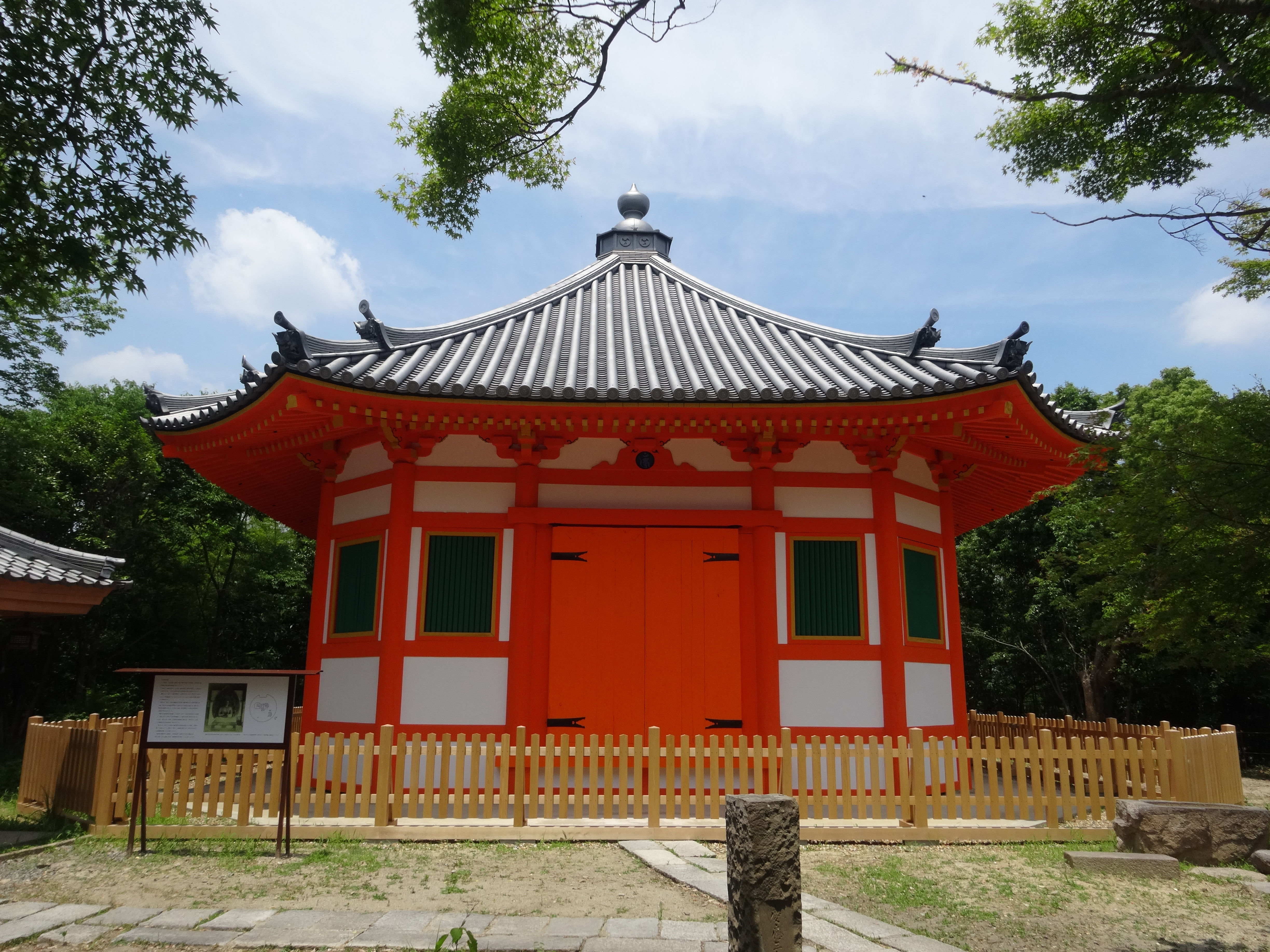
2019年4月に公開された修復後の八角堂

この寺は、源頼朝の御家人で石清水八幡宮の社家志水家の祖となった高田忠国が開基となり、建久2年（1191年）創建した寺と伝えられる。以後この寺は志水家の菩提所となった。天文15年（1546年）には後奈良天皇の祈願所となっている。また、徳川家康の側室お亀の方（尾張徳川家の祖徳川義直の生母）は志水家の出身であることから、江戸幕府から朱印状を得た。現在の伽藍はお亀の方の寄進により寛永6年（1626年）頃に建立された。

### 八角堂
八幡市八幡大芝にある珍しい隅切り八角形の八角堂は現在正法寺の境外仏堂となっているが、そもそもは建保年間（1213年 - 1219年）に石清水八幡宮の社家・善法寺祐清が、石清水八幡宮の境内に阿弥陀如来を本尊とする阿弥陀堂として建立したものである。後に大破し、慶長12年（1607年）に豊臣秀頼によって再建された。しかし再び老朽化し、元禄11年（1698年）に善法寺央清によって再建された。享保年間（1716年 - 1736年）には正方形の阿弥陀堂の四隅を切って八角堂に改修された。
明治維新の神仏分離に伴い撤去されることが決まると、1870年（明治3年）に正法寺住職志水円阿が貰い受け、所有地であった西車塚古墳の後円部上に移築された。
2012年（平成24年）、石清水八幡宮の境内が国指定史跡になると、この地も境内の一部として指定された。現在は八幡市の所有となっている。

## 文化財

### 重要文化財
- 正法寺 3棟
  - 本堂（附：銘札1枚、鬼瓦1箇）
  - 大方丈
  - 唐門
- 大方等大集経 自巻第一至第八 8巻（天平十二年五月一日光明皇后願経）
- 絹本著色如来像 元時代
- 絹本著色石清水曼荼羅図
- 木造阿弥陀如来坐像 八角堂旧安置、正法寺法雲殿に移座
- 木造元三大師坐像

出典：2000年までの指定物件については、『国宝・重要文化財大全 別巻』（所有者別総合目録・名称総索引・統計資料）（毎日新聞社、2000）による。
※重要文化財のうち、石清水曼荼羅図、阿弥陀如来坐像、元三大師坐像の3件は八角堂旧蔵。

### 国指定史跡
- 石清水八幡宮境内 - 八角堂はその歴史的経緯から石清水八幡宮の飛び地境内の扱いとされた。

### 京都府指定文化財
- 小方丈
- 書院
- 鐘楼
- 庭園（名勝指定）

## 所在地
- 京都府八幡市八幡清水井73